# Napló (irodalmi műfaj)

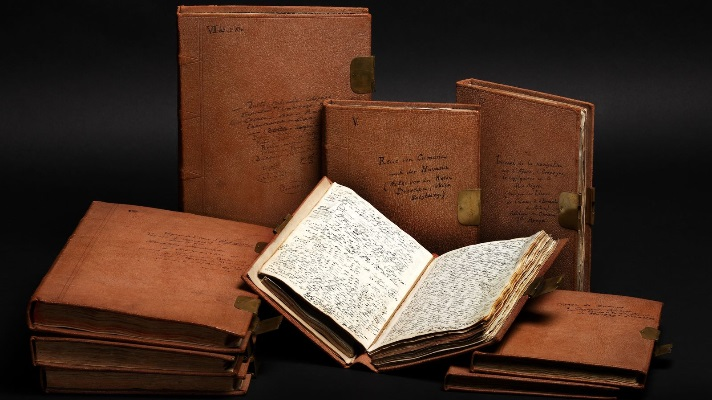
Alexander von Humboldt naplója

Napló – naponként (vagy meghatározatlan időközökben) készített magánjellegű feljegyzések sorozata. Irodalmi jelentése szerint a prózai műfajok egyike, amelynek formáját az események időrendjét követő feljegyzések határozzák meg. Ha végső formába öntés után nem is egyezik meg feltétlenül az eredeti feljegyzésekkel, a napló az írónak a lejegyzett eseményekhez, gondolatokhoz, lelkiállapotokhoz való közvetlen (időhöz kötött) viszonyulását tükrözi, s ez döntő feltétele hitelességének.

## Indíték
Indítékát tekintve meghatározó, hogy a napló elsősorban belső szükségletből fakad. Jellemző az, amit a 20. századi magyar irodalom egyik legnagyobb naplóírója, Márai Sándor mond: „... az elmúlt esztendőben volt időszak, amikor úgy éreztem, megfulladok, ha nem tudok ez oldalak szelepein át lélegzeni.”

## Forma
Az irodalmi formába öntés sokféle lehet: van, amikor a szerző egykorú feljegyzéseit nyersanyagnak használva továbbírja, kibővíti az egykor rögzítetteket, máskor bizonyos részleteit használja fel valamely más memoárműfajba tartozó művének megírásához. Ezzel a napló irodalmi alkotássá (vagy szuverénül megszerkesztett irodalmi mű elemévé) válhat.

## 20. századi példák
Sütő András például Anyám könnyű álmot ígér c. könyvének (1970) a "Naplójegyzetek" alcímet adta, visszautalva benne az elbeszélteket csírájukban rögzítő egykori naplójegyzeteire, amelyek azonban csak indítékként vannak benne a műben. Ezzel szemben Évek – hazajáró lelkek c. könyvében (1980) huszonöt év publicisztikai terméséből válogatva, sok esetben naplójából iktatja be az egykor megjelent írásokat összekötő szövegeket, amelyek értelmezik, kiegészítik azokat. Szabó Gyula, akinek több könyve tulajdonképpen saját életének aprólékos (olykor napnyi-órányi pontossággal rögzített) rekonstrukciója (Társaim – Kerti képek. 1988; Kegyetlen kegyelet. Kolozsvár, 1996), édesapja, az egyszerű homoródalmási székely parasztember második világháborús és fogságnaplóját használja fel egy történelmi helyzet és a benne hányódó-vetődő kisember sorsának nyomon követésére (A névtelen katona. Budapest, 1994). Hiteles napló a forrása Zsigmond Ferenc könyvének is (Hadifogságban, 1996), amelynek szövegében azonban a négy esztendő háborús és szovjet fogságbeli viszontagságait megörökítő eredeti naplónak csak fennmaradt töredékeit használja, hézagait saját visszaemlékezéseivel egészítve ki.
Emlékeztetőül, mementó gyanánt születtek Sütő Andrásnak az 1980-as években papírra vetett naplói is, amelyek „irodalmiasítás” nélkül is őrzik azt a kort, amelyben keletkeztek. Elsőnek az 1989. április–november közötti hónapokban rögzítettek jelentek meg önálló kötetben (Naplójegyzetek, Kolozsvár, 1990), amelyről Görömbei András így ír: "Az író döbbenetes korélményének látlelete ez a könyv [...] Nyilvánvaló az indítéka: megörökíteni az abszurd sorsot, s kivallani azt a kínt is, amit amiatt érez az író, hogy körülményei miatt már írónak sem hiheti magát..." Sütő naplójának egy jóval nagyobb, az 1984-87-es esztendőket megörökítő része (Heródes napjai. Debrecen, 1994) pedig ezt az alcímet viseli: "Naplójegyzetek az erdélyi magyarok exodusáról". Ennek az életszakasznak központi élménye ugyanis az, amikor az író-politikusra reá szakadt üldöztetés, fizikai fenyegetés családját is eléri, s a hozzá legközelebb állók a kitelepedés útját választják. Az író az itt maradó fájdalmát örökíti meg, az írásaiban is oly sokszor megelevenedő kedves unokáktól való elválást. Azonos a témája, de más az optikája Kenéz Ferenc naplójának (A szabadulóművész. Budapest, 1995), amelyben a távozni kényszerülő költő lelki és fizikai állapotainak rögzítését találjuk, úgyszólván naponkénti pontossággal. Ugyancsak a diktatúra utolsó (és a változás első) hónapjainak krónikája Kiss János naplója (Omló falak. Kolozsvár, 1991), amely a Kolozsváron élő prózaíró rögzítésében az 1989. november 11. és 1990. május 21. közötti eseményeket eleveníti meg. A záró dátum az első "szabad" választásokat követő nap. "A lélek sohasem adja – és nem adhatja! – fel a reményt. Akkor ez a választás... meg az életünk is... Miért ne ámíthatnám végül is azzal magam – magunk! –, hogy mégiscsak egy lépés a remény felé?"
A holokauszt irodalmában különleges hely illeti meg a deportálásban elpusztított Anne Frank és David Rubinowicz hiteles naplóját. A romániai magyar irodalomban is van hozzájuk fogható mű: Rózsa Ágnes lágernaplója (Jövőlesők. Nürnbergi lágernapló 1944-1945. Bukarest, 1972; újbóli kiadása: Nürnbergi lágernapló. Budapest, 1986). Szövegét a Nagyváradról deportált fiatal tanárnő élete kockáztatásával írta és hordta magánál. "... a női lélek csodálatra méltó kifejezése – írja róla a könyv előszavában Bajor Andor –, ritka vallomás. A lefokozás, a lét megszégyenítése itt hiábavaló volt. A fasizmus egész hatalma kevésnek bizonyult arra, hogy ezt a lelket lényegétől megfossza. Ezért a napló inkább vall a szeretetről, mint a naponta új szörnyűségeket kieszelő világról."
A diktatúra évtizedeiben is bizonyára sokan rögzítették – szűkszavúan, inkább emlékeztetőül önmaguk számára – azt, ami velük és mindnyájunkkal történt. Több nyomtatásban is megjelent emlékirat, önéletrajz viseli magán ilyen feljegyzések meglétének nyomát. Ezek közül a kommunista hatalom börtöneit is megjárt szociáldemokrata Jordáky Lajos naplóját ismerjük, a belőle közölt részlet alapján. Jordáky 1947-től haláláig, 1974-ig rögzítette az eseményeket és reflexióit (1952-55 között töltött börtönévei kivételével); ezekből az 1956. március 11.-1957. március 8. közötti feljegyzések szövegét tette közzé Molnár Gusztáv – amint írja – "többnyire magántermészetű" kihagyásokkal (Medvetánc, 1988/2-3. 279-316). A közölt részlet igen fontos az 1956-os magyar forradalmat megelőző hónapoknak, a forradalom napjainak, majd az azt követő megtorlás eseményeinek az ismerete szempontjából. 1957 márciusában Jordákyt újból letartóztatják, de néhány hétig tartó vizsgálati fogság után – egy megalázó önkritika árán – szabadon engedik. A közgyűjteményben elhelyezett teljes napló fontos forrása lehetne az utóbbi 40 esztendő romániai magyar kisebbségtörténetének.